# Tomasz od Ducha Świętego de Zumárraga Lazacano
Tomasz od Ducha Świętego de Zumárraga Lazacano (ur. 9 marca 1577 w Vitoria; zm. 12 września 1622 w Ōmuri w Japonii) – błogosławiony Kościoła katolickiego, dominikanin, misjonarz, męczennik.

## Życiorys
W wieku 16 lat wstąpił do zakonu dominikanów w Vitoria. Śluby zakonne złożył 19 stycznia 1594 r. Święcenia kapłańskie otrzymał w 1600 r. Zgłosił się jako ochotnik na misje na Daleki Wschód, dokąd wyruszył w 1601 r. Do Manilii przybył 30 kwietnia 1602 r. Stamtąd wysłano go do Japonii, dokąd dotarł razem z czterema towarzyszami (m.in. Franciszkiem Morales Sedeño) 3 lipca 1602 r. W kolejnych latach prowadził działalność misyjną w różnych rejonach Japonii.
Został aresztowany jako misjonarz katolicki 23 lipca 1617 r. razem ze swoim pomocnikiem Mancjuszem Shibata. Kolejne kilka lat spędził w więzieniu. Razem z Apolinarym Franco Garcia, Mancjuszem Shibata, Dominikiem Magoshichi, Franciszkiem od św. Bonawentury oraz Pawłem od św. Klary został spalony żywcem w Ōmura 12 września 1622 r.
Został beatyfikowany przez Piusa IX 7 lipca 1867 r. w grupie 205 męczenników japońskich.
Dniem jego wspomnienia jest 10 września (w grupie 205 męczenników japońskich).